# Жингилди (Алматинська область)
Жингилди́ (каз. Жыңғылды) — село у складі Карасайського району Алматинської області Казахстану. Входить до складу Жибек-жолинського сільського округу.
Населення — 12 осіб (2021; 278 у 2009, 309 у 1999, 54 у 1989).